# 学習院大学史料館
学習院大学史料館（がくしゅういんだいがくしりょうかん）は、1975年（昭和50年）、歴史的史料の収蔵、整理・保存と公開を行うことを目的として学習院大学内に設置された。
収蔵している史料は、中世以来続く公家・地下官人、近世から近代にかけての大名・華族や大名家家臣や幕臣、また村の名主家史料、および近代から現代にいたる学習院関係者史料などで、総件数はおよそ14万件にのぼる。
整理や調査・研究を終えた史料群については、『学習院大学史料館収蔵史料目録』および『学習院大学史料館紀要』によって、その成果を公表している。
また、年2回の展示（春・秋）において研究成果を公開している。年三回の史料館講座では、広く歴史・芸術等に関わる様々な専門家が講演を行う。
2019年まで史料館として使われていた建物は、1909年（明治42年）に久留正道が設計したもので、かつては図書館だった。登録有形文化財に登録されている。
現在はかつて皇族寮であった旧東別館が2020年より史料館となった。

## 出版物
- 『写真集 明治の記憶』（吉川弘文館）
- 『近代皇族の記憶』（吉川弘文館）
- 『学習院 目白の学び舎』（丸善プラネット）
- 『写真集大正の記憶』（吉川弘文館）
- 『絵葉書で読み解く大正時代』（彩流社）